# Graftmann
Graftmann właściwie Roman Szczepanek (ur. 12 listopada 1981 w Krapkowicach) – polski muzyk, gitarzysta, autor tekstów i kompozytor, znany z występów w zespole Miss Polski oraz twórczości solowej.

## Kariera
Graftmann to jednoosobowy projekt powołany do życia przez Romana Szczepanka. Wśród swoich największych inspiracji, artysta wymienia francuskie kino lat 60., stare płyty Elvisa Costello, oraz szeroko pojęte: kulturę popularną, modę i kobiety.
Debiutancki album „Graftmann” zawierający zestaw pół-amatorskich utworów nagranych w latach 2004–2006 został uznany za jeden z debiutów roku tygodnika „Przekrój” oraz album miesiąca magazynu „Machina”.
„Graftmannowi sława nie grozi. Śpiewa zbyt romantycznie, zbyt smutno, jest zbyt osamotniony w swojej pasji do alt-country i języka Szekspira. Grozi mu za to nad Wisłą kult i późne docenienie przez media i krytyków” – pisał o jego płycie w „Przekroju” Bartek Chaciński.
21 listopada 2008 roku, nakładem Gustaff Records ukazała się reedycja debiutanckiego albumu Graftmanna „Graftmann+ 5 Songs”. Na albumie oprócz dziesięciu znanych piosenek, pojawiło się także pięć premierowych utworów.
Graftmann regularnie koncertuje w Polsce. Miał także okazję występować w Wielkiej Brytanii i Niemczech. Supportował m.in. Yanna Tiersena oraz Hugo Race & The True Spirit.
5 października 2010 roku, nakładem wytwórni EMI ukazał się debiutancki album „Fitness” tria Miss Polski. Zespół, wraz z Romanem Szczepankiem tworzą Olek Świerkot (gitary/klawisze) i Błażej Nowicki (bas). Płyta promowana była singlem „Miss Piggy na parkiecie”. Zespół był jednym z kandydatów do międzynarodowej nagrody „Wow Music Award” na Orange Warsaw Festival 2010. Miss Polski supportowali także warszawski koncert Emmanuelle Seigner.
17 października 2011 roku był dniem premiery pierwszego oficjalnego studyjnego albumu Graftmanna. Płyta „The Greatest Queen”, to w pełni profesjonalny, studyjny debiut Graftmanna, nad którym pracował wspólnie z Przemysławem Myszorem (Myslovitz, NO!NO!NO!) w roli producenta, w jego domowym studiu w Mysłowicach. Mastering wykonał Marcin Bors. Gościnnie na płycie zaśpiewała m.in. Monika Mendak (ex Iowa Super Soccer.).
Płyta zawiera 13 premierowych piosenek, w tym single „Made In Poland” oraz „Please Please Please Disappoint Me”.
Obecnie artysta mieszka i tworzy w Opolu.

### Dyskografia solowa
- 2006 – Graftmann
- 2011 – The Greatest Queen

### Miss Polski
- 2010 – Fitness